# Margot Glockshuber
Margot Glockshuber, née le 26 juin 1949 à Francfort-sur-le-Main, est une patineuse artistique allemande.

## Biographie

### Carrière sportive
Patinant en couple avec Wolfgang Danne, elle est notamment médaillée de bronze olympique en 1968, vice-championne du monde et vice-championne d'Europe en 1967. Elle compte aussi deux titres de championne d'Allemagne.

## Palmarès
Avec son partenaire Wolfgang Danne
| Compétitions                        | 1965 | 1966 | 1967 | 1968 |
| Jeux olympiques d'hiver             |      |      |      | 3e   |
| Championnats du monde               | 11e  | 4e   | 2e   | F    |
| Championnats d’Europe               | 7e   | 3e   | 2e   | 4e   |
| Championnats d'Allemagne de l'Ouest | 2e   | 3e   | 1er  | 1er  |
| Légende : F = Forfait               |      |      |      |      |